# BB戰士三國傳 英雄激突篇
《BB戰士三國傳 英雄激突編》是《BB戰士三國傳 風雲豪傑編》的續集，由2008年開始，於雜誌「Kerokero Ace」開始連載。故事背景仍沿用中國名著小說《三國演義》的背景，以董卓被誅，天下大亂作始。
而模型雜誌「電擊Hobby」，亦會刊載個名角色的文字介紹，插畫則由日向恭介擔任。

## 角色

### 幽州軍
位處三璃紗東北方，經常面對來自北方烏丸襲擊，該地以公孫氏世襲，而師從盧植的公孫瓚繼承將軍一職，建立名為「白馬軍」的部隊，更曾重挫以蹋頓為首的烏丸軍，可惜最終仍敵不過袁紹為首的冀州軍，公孫瓚城陷身死，令曹操得以發動「天玉鎧」，將冀州軍重創。幽州一戰，標誌著曹操已取得三璃紗半壁江山。而幽州軍分散各地的餘部，包括公孫瓚師弟劉備，亦因失去領地，被逼逃亡。
公孫瓚EZ-8（RX-79[G]Ez-8）
與同為盧植弟子的劉備為師兄弟，對不拘小節的劉備頗感棘手。以繼承父親成為幽州將軍為目標。盧植被處決前，獲其託付兵法書。後來與異民族「烏丸」作戰中得勝。屬下有「趙雲鋼彈」。
在虎牢城會戰後，收容劉備三兄弟。當以袁紹為首的冀州軍，打算大舉來犯時，他一方面派遣劉備、張飛到荊州，請出天下奇才孔明出山，另一方面，以關羽為使者，向曹操請求支援。
然而面對兵員遠遠不及袁紹，雖然與趙雲盡力抵抗，然而劉、張未能及時請出孔明、曹操軍來遲一步，令幽州軍面臨敗績。公孫瓚心知大勢已去，著令趙雲到荊州輔佐劉備，自己則與冀州軍協議，答應投降，條件是要保護百姓。然而袁紹在達成協議後，乘幽州軍不備，突然向幽州城內進行屠城，最後公孫瓚身中多箭，憤恨而亡。
武器：龍迅刀
必殺：爪龍擊

### 幽州義勇軍／翔
集結各地豪俠奇才的軍團，在仁德並重的領袖劉備下，成為另一股新興勢力。
劉備鋼彈（RX-78-2GUNDAM）
翔烈帝劉備（Perfect Gundam）
張飛高達 （Z GUNDAM）
孔明靈格斯／臥龍（RGZ-91 Re-GZ；臥龍型態：RX-93 Nu Gundam）
關羽高達（ZZ GUNDAM）
趙雲鋼彈（LM314V21 V2 Gundam／精靈龍裝備LM314V21 V2 Gundam buster）
幽州軍出身的武將，亦是朝廷任命的「國境防衛隊」隊長，本身是一名槍法高手。擁有堅毅不屈的精神力。
原本隸屬公孫瓚麾下，曾被烏丸族圍困，幾乎要自行了斷， 以示忠義，在劉備出手相救下，才反敗為勝。後來眾人返回幽州，再次率軍發動「白馬之陣」，大敗烏丸族。
後來在袁紹率軍侵略幽州時，陪同主公奮力抗敵，可惜最終仍然不敵冀州百萬大軍。公孫瓚見大勢已去，便著令趙雲到荊州會合劉備。
稱號：仁將、疾風之銀槍
武器：山、風
合體武器：武雙戟.嵐
必殺：真空迅
超必殺：龍激道
坐騎：飛影閃
關平鋼彈（S GUNDAM）
關羽義子，為成為傳說中的「俠」而努力。於外傳《武勇激闘録》，與劉封、張苞組成「小龍隊」。
稱號：少年鬼武將
武器：輝麟牙、鬼銳爪、鬼銳盾
合體武器：雙鬼兩刃刀（與關羽「鬼牙龍月刀」合體）
必殺：雙鬼烈擊
超必殺：連彈鬼無雙（鬼牙百烈撃、双鬼烈撃、豪鬼爆連爪三位一体必殺）
周倉達希魯夫（AMX-014 Dobben Wolf）
冀州出身的山賊，對自己的力量感到自豪，大部分兵器都能揮舞自如。被機駕逮捕後，本來判處死刑。但郭嘉提議以周倉試探關羽實力，並安排與其對決。然而關羽只用一根手指，便將其打倒。敗北後對關羽產生出微妙的好感。後來在牢獄與關羽一同逃出，自此便跟隨着關羽。
稱號：流浪之豪鬼
武器：頑硬斧、尖刃刀、鬼銳盾
合體武器：三爪戟
必殺：豪鬼爆連爪
超必殺：連彈鬼無雙（鬼牙百烈撃、双鬼烈撃、豪鬼爆連爪三位一体必殺）
姜維鋼彈F-91（Gundam F-91／夏亞專用薩克）
身份神秘，只知道是西域出身的武將，對司馬懿的行為感到懷疑，擁有軍師和武將形態。一開場是在曹操軍，後加入幽州義勇軍。
稱號：流離之劍客，少年鬥軍師
武器：銳閃槍、焰之盾
合體武器：牙炎戟
必殺：突霸
超必殺：焰流爆麒麟
鎧甲：焰麒麟

### 官軍／曹操軍／機駕／兗州軍
以曹操為中心，以靈帝朝中文武百官為基礎，加上郿城會戰後，吸納呂布隊成員而建立的軍團。官渡之戰後吞併冀州軍，勢力更一躍而上，成為三璃紗中，領土最遼闊、物資民眾最多最廣的強國。
曹操高達（GX-9901-DX Gundam Double X）
機駕台柱，疾惡如仇的武將。

#### 將領
曹丕鋼彈（GX-9900-DV Gundam X Divider）
曹操之子，在劉備與曹操決戰，兩人失縱後繼位，正式稱帝建國，號曰「機駕」，矢志重振赤壁大敗後聲勢受挫的軍團。
稱號：青焰之孔雀
武器：威天劍、星凰劍、黑翼刀
合體武器：光天七星戟
必殺：蒼炎轉舞
司馬懿沙煞比（MSN-04 Sazabi）
夏侯惇基羅斯（XM-05 Berga Giros）
機駕武將、夏侯淵之兄，充當曹操的右腕。受呂布襲擊失去左目，自此要戴起眼罩。官渡之戰中，與弟夏侯淵，力挫顏良、文醜兄弟。
稱號：鋼之猛將
武器：蛇骨剛劍
合體武器：不詳
必殺：蛇流絞斬·防
超必殺：蛇流絞斬·攻
夏侯淵達拉斯（XM-04 Berga Daias）
機駕武將、夏侯惇之弟，充當曹操的左腕。擅長射擊，擁有神出鬼沒的速度。武器是「鎚矛」。官渡之戰中，與兄長夏侯惇，力挫顏良、文醜兄弟。
稱號：隼之鬥將
武器：銳鐘、剛骨棍、銳刃弓
合體武器：剛銳戟、剛銳砲、剛銳弓
必殺：獄羅丸
超必殺：爆銳破
郭嘉法薩可鋼彈（NRX-0013 Gundam Virsago）
曹操麾下首席謀士，司馬懿弟子，在曹軍中地位僅次司馬懿。曾向關羽開出條件，只要打敗犯人周倉，機駕便會出兵救助公孫瓚。官渡之戰前，曾與冀州軍袁紹手下顏良、文醜義兄弟交手，並稱他們「只是匹夫之勇，可以一戰而擒」。
於合肥城塞的戰鬥當中，捨棄了"人心"發動了闇之力，對敵我雙方進行無差別攻擊，打倒孫策。在眾人皆認為郭嘉已於前次戰鬥中喪生的同時，郭嘉竟然完好的出現在司馬懿身邊。此情形讓在場武將皆為之驚訝。
稱號：天才軍師、冰牙的智謀
武器：雷霆炮
必殺：雷霆炮
超必殺：強襲.烈雷爪
神器：黑暗玉璽
石永薩克I（MS-05B Zaku I）
在博望坡之戰中為了建功，違抗夏侯惇的命令火燒村莊引出劉備眾人，被憤怒的關羽、關平父子打敗。
龐統乍德．德加（MSN-03 Quess Paraya Jagd Doga）
與孔明齊名的天下奇才。十五年前孔明指揮義軍反抗董卓軍期間，兩人因為某種原因面結怨。
司馬懿回到七年前被董卓以烈火焚毀的光之都洛陽時，遇到龐統，兩人更在廢墟中尋獲「星凰劍」。其後司馬懿回到江東，向曹操推薦龐統，成為新任軍師。並為曹操軍佈下鐵甲船陣。赤壁之戰中，曹操與翔烈帝劉備交戰期間，龐統按照司馬懿安排，發動神火飛鳳，企圖令三璃紗陷入火海。
稱號：稀代之鬥軍師，鳳雛
神器：黑暗玉璽

#### 曹操衛將騎團
曹操軍主力部隊，由投降曹軍的猛將組成，以張遼為領袖。原型來自曹操軍「五子良將」（曹軍五虎將），其餘成員為于禁及樂進。
張遼傑爾古格（MS-14A Gelgoog Gato Custom）
與呂布一樣威震天下的車騎将軍，其強大的實力與呂布並稱，是當代的猛將。
董卓被打倒後，與徐晃一起歸降官軍。張遼更繼承了因董卓的攻擊而受重傷的呂布愛馬・赤兔馬。後來將赤兔馬交給因被曹操囚禁而逃走的關羽。
稱號：凄絕之鬥魂
武器：鳳銅刀、龍身刀、鳳凰天舞
合體武器：鳯龍雙刃刀
必殺：烈刃大旋輪
超必殺：蒼紋猛瀑布
坐騎：赤兔馬（呂布失去消息後至送贈關羽前）
張郃薩克III改（AMX-011S Zaku III Custom）
前冀州軍中郎將。擅長近身格鬥。雖為武將，但性格深思熟慮，善於綜觀大局形勢。官渡之戰中，早已洞悉曹操的計謀。曾建議袁紹加強守護彈藥庫重點烏巢。在當家袁紹覆滅後，成為機駕軍精銳部隊「衛將騎團」其中一翼，曾參與與長沙軍的戰事。
稱號：深綠之孤狼
武器：超重戟、曲銳劍、突毆拳
合體武器：狼牙．雙重戟、裂銳爪
必殺：爪拳獄連掌
徐晃大蛇（MMS-01 Serpent）
前呂布隊成員，性格清廉正直。一直與董卓的軍師李儒不和。郿城攻略戰中，不滿董卓和李儒不分敵我的殘殺舉動，把李儒殺掉後與張遼一同歸順曹操。以後以曹操軍將領的身份活躍。
稱號：勇壯之戰斧
武器：鋏鐵戟
合體武器：鐵火盾、雙鐵火、鐵火鍊武
必殺：雙刃鎌擊
超必殺：鐵火地雷衝

#### 曹操軍近衛隊
由程昱智袋鼠及許褚鋼彈率領的親衛兵團，負責在戰役中保護曹操。成員包括典韋阿斯瑪。不過典韋在虎牢城之戰中已經戰死。
程昱智袋鼠（DT-6800 HMC Wise Wallaby）
擅長讀心術的軍師，也是曹操軍親衛隊領袖。年齡比司馬懿都是大，不過，對作為首席軍師的司馬懿表示著敬意。
向司馬懿報告了拿龍帝劍的人已出現。
許褚鋼彈（GF13-013NR Bolt Gundam—使用BB戰士No.256火威獸丸的模件）
近衛軍的首領。以怪力聞名的武將，善於使用鐵球，能一擊粉碎任何堅硬的物體。
稱號：擊碎之剛將
武器：烏賊剛劍、飯鐵球
合體武器：剛鐵球
典韋阿斯瑪 （NRX-044 Asshimar）
曹操軍近衛隊成員，在《風雲豪傑編》虎牢城之戰中，為保護曹操，抵擋張遼一擊而死。
由於典韋曾出手救助劉備三人，令劉備對曹操，即使典韋亡於眼前亦毫無悲傷之情而憤怒。
稱號：不動之怪力
武器：激裂斧
合體武器：不動戦斧
必殺：地龍極震
超必殺：戦斧甲滅

### 長沙軍／江東軍／轟
位處三璃紗南方，孫一族統領的州郡，最初由孫堅所建立，而其手下中四名強將，更有「長沙四騎眾」之稱。後來孫策繼承父位，繼續擴大勢力，並改稱為「江東軍」，下開孫權建立「轟國」基礎，開啟日後三國鼎立局面。

#### 孫一族
古代兵法家孫武（孫子）後人，統治江東的豪族。經過孫堅、孫策及孫權父子悉心經營下，成為三璃紗中以強勁水軍著稱的國家。
孫策薩爾沙拉斯（RX-78GP02A Gundam "Physalis"）
孫堅之子、孫權、孫尚香之兄。與個性沉靜的弟弟截然相反，性格豪邁而愛好武鬥，每戰必定身先士卒。在合淝攻略戰中，孫策與郭嘉控制的巨石兵交戰，陷入苦戰，及後又為了保護劉備等人，而瀕臨重傷。最後更被郭嘉的巨石兵所吞沒。
稱號：江東之小霸王
武器：雙虎旋棍、虎牙穿雲棍、虎錠刀
合體武器：強襲激鋼棍
必殺：霸王連極，天升烈腳，虎襲霸
超必殺：激鋼重爆突
孫權高達（RX-78 GP03S Gundam "Stamen"）（裝備天玉鎧.弩虎：RX-78 GP03 Gundam "Dendrobium"）
孫尚香加貝拉（RX-78 GP04G Gundam "Gerbera"）
「江東之虎」孫堅之女、孫策、孫權之妹，董卓被打倒後，與兄長孫權及長沙四騎眾成員返回長沙。在戰役當中，對劉備產生好感。臨行前與劉備約定未來會再見面。
稱號：江東的弓腰姬
武器：虎影弓、麗虎刀
必殺：虎影閃，華天樓

#### 將領
周瑜百式（MSN-00100 Hyaku Shiki）
自小便認識孫策、深得他信任的武將。認為要平定江東，精良的水軍是不可或缺。有專用樓船(雷擊艇)，同時擔任孫策、孫權的軍師。模型漫畫中，周瑜以天雷火炮消滅郭嘉，繼而配合孔明得知風向改變的時機，勉強再使出一發火炮，盡焚曹軍戰艦，結果因為精神力幾近耗盡，吐血暈倒。在漫畫中，被亂箭射中倒地。赤壁之戰後，在拜祭孫堅和孫策時去世。
稱號：白金之麗將、智將軍、美周郎
武器：白虎刀、白爪弓
合體武器：天雷火炮
必殺：流閃輝
超必殺：天雷火炮
坐騎：強襲戰艦、雷擊艇
陸遜Zeta-Plus A1（MSZ-006 阿姆羅專用Zeta-Plus A1）
周瑜的弟子，同時以孫尚香側近身份活躍。赤壁之戰時，代替負傷的周瑜指揮作戰。周瑜死後陸遜就任大都督及水軍統帥。
稱號：明日飛舞之翼
武器：飛燕盾、燕戟.寶旋霞、跳燕機
合體武器：両刃形態
必殺：燕迅突破
坐騎：強襲戰艦
太史慈德姆（MS-09 Dom）
在統一江東的孫策面前出現，並與其進行壯烈的決鬥，雙方決戰半日仍未分勝負。最後孫策軍戰勝，但他相當欣賞太史慈，便想親自邀其加入。太史慈主動要求「只要你替我鬆綁，我便會為你向其他兵將說降。」，之後便離開孫策軍。雖然面對手下將領，大都認為太史慈其實是藉詞逃走，不過孫策仍對其相當信任。果然不久以後，他便率同其他士卒一同歸順。自此便跟從孫策、周瑜一同攻討合肥。赤壁之戰後，繼續統領情報機關。能與鋼甲機合體變成撃鋼形態及鋼鎧裝形態。
稱號：灼熱之偉丈夫、黑色大丈夫
武器：鋼疾藜骨朶
合體武器：鋼疾藜戟刀
必殺：擊鋼突破
超必殺：鋼烈滅砕陣
坐騎：鋼甲機（MA-06 VAL-WALO）
鄧當吉姆
長沙軍將領，曾提拔出身海盜的呂蒙，對呂蒙有知遇之恩，可惜最後戰死，呂蒙為紀念他，便將鄧當遺下的頭飾，裝在孫策所賜頭盔上，以示紀念。
史實中有此人，是呂蒙的姐夫。

#### 江東／轟國強襲水軍
又稱強襲水軍，由孫策建立，隸屬於江東提督周瑜，由呂蒙、甘寧率領，對抗曹操軍。
呂蒙迪謝（輕裝：RMS-099 Ricky Dias／提督裝備：MSK-008 Dijeh）
出身江東的將領，受僱而參加戰鬥的傭兵武將。據說品行欠佳而被趕出正規軍，踏上了流浪的旅程。與甘寧一同率領轟國強襲水軍作戰。年輕時曾為海盜，更被荊州通緝。後來被江東將領鄧當逮捕。鄧當認為他是難得的人材，特別將他釋放，並編入旗下。後來呂蒙屢立戰功，更獲孫策提拔為將領。他更對呂蒙有如此轉變，道出了「士別三日，刮目相看」之感嘆。有個人專用戰艦。
稱號：沉默的智將
武器：碧斬斧
必殺：碧衝烈破
坐騎：強襲戰艦
甘寧肯普法（MS-18E Kämpfer；蒼烈鮫：Mad Angler class）
本是為患江東一帶的水盜頭領。擅長謀略且極重情義，深得部下的敬重。曾經為荊州水軍將領黃祖部下。深受兒童歡迎的武將。與呂蒙一樣出身荊州，後來成為長沙軍一員。而他所率領的海盜軍團，則成為強襲水軍的骨幹成員。有個人專用戰艦。
稱號：勇猛之蒼蚊
武器：蒼鮫盾、烈鮫牙
合體武器：蒼烈鮫
必殺：鮫牙蒼影斬
坐騎：強襲戰艦

#### 長沙四騎眾
自孫堅擔任將軍以來，已輔助主公東征西討的四名元老猛將，分別是黃蓋、韓當、程普及祖荗，與主公一樣，每戰均披上紅色披肩。虎牢城一役中祖荗戰死後，只餘下其餘三人。
黃蓋古夫（MS-07B Gouf）
「長沙四騎眾」之一，孫家的元老將領，善使鋼鐵製武器「多節鞭」的豪傑。反董卓會戰後，隨同少主孫權、孫尚香返回長沙。
赤壁之戰中，為了在連環船中炸出缺口，作出捨身自爆。
武器：鐵碎鞭
必殺：虎雷擊
程普吉姆特裝型（RGM-79N GM custom）
「長沙四騎眾」之一，熟悉神話和傳說，猶如孫堅的參謀。喜用刀鋒呈波浪形的武器。
武器：鐵脊蛇矛
必殺：乱拳
韓當吉姆加農II（RX-77-4 Guncannon II）
「長沙四騎眾」之一，重視禮節、身經百戰的老將。孫堅和四騎眾作戰時，也會圍著紅色的圍巾出陣。
武器：虎徹刀、狩爪弓
必殺：虎刈斬

### 冀州軍
位處三璃紗北方，以系出名門的袁紹為首，倚重財雄，野心勃勃意欲統一天下。最後在官渡之戰後被曹操打敗。冀州軍武將原型MS，全部來自「機動戰士鋼彈 ZZ」中新吉翁的MS。
袁紹龍飛（AMX-107 Bawoo）
河北之雄，家族是世代在朝中位居顯要的冀州名門，也是袁氏當家主。
雖然袁紹擁有顯名，但在威嚴外表下，卻是生性猜疑，而且優柔寡斷。在率領反董卓聯軍時，名為領袖，實際上卻經常將艱困的戰役，交由曹操、孫堅等人負責，冀州軍兵將，則長期居中留守，以保存實力。正因如此，袁紹在軍民之間，聲望極低。
至於在其麾下，文有沮授、田豐，武有顏良、文醜，堪稱獨當一面的人材，可是礙於自己性格缺陷，始終無法達成野心。他與曹操早在三璃紗前朝時已經相識，但袁紹內心卻看不起出身比自己更低，卻擁有更高聲望的曹操，對其更是懷恨在心。
虎牢城之戰後，聯軍將「玉璽」交予身為反董卓聯盟盟主的袁紹。
反董卓聯軍解散後，開始表露其稱霸天下的野心，並打算將矛頭指向幽州公孫瓚，在大軍壓境下，幽州軍兵敗如山倒，公孫瓚原本與袁紹協議，投降後不能傷害平民，然而袁紹違背承諾，反過來盡屠幽州軍民，令公孫瓚含恨而亡。而此事亦激起曹操義憤，使其得以發動傳說中天玉鎧．炎鳯，向冀州軍進行反撲，最後袁紹亦被其所殺。冀州軍覆滅，令曹操一統天下的目標，走出重要一步。
田豐寇斯-J（AMX-101Galluss-J）
仕奉袁紹的優秀軍師，亦為冀州軍參謀長，時稱「武有顏良、文醜，智有沮授、田豐」。田豐年少時已經博學多聞，然而個性卻相當驕傲自大，更嫌惡出身鄉野及不諳兵法的武將，在這方面與主公袁紹可說臭味相投。而袁紹對其亦相當欣賞，更在易京樓一戰中，稱讚他「揮百萬雄師，如舉手投足」，反映出田豐的超卓謀士才能。
雖然表面上看似平淡無奇，實際上其計略穩健紮實，冀州軍得助於田豐屢出奇謀，不斷擴張勢力，絕對於軍團有莫大功勞，田豐之才，實不下於曹軍名軍師，如司馬懿、郭嘉等。
曾洞悉司馬懿派遣孫堅攻打虎牢城原因。最後被曹操發動「天玉鎧。炎鳳」之後的火炎燒死。

#### 冀州防衛軍
以沮授為首的兵團，負責保護冀州，成員包括顏良、文醜。烏巢之戰中隊員全滅。
沮授R．查查（AMX-104R-Jarja）
冀州防衛軍司令，擁有天才軍略的參謀，唯美主義者。名義上統轄顏良、文醜，事實上兩人並不服從其調度。
最後被關羽一刀兩斷死去。
顏良卡斯-L（AMX-117L Gazu-L）
袁紹手下猛將，與義弟文醜共同守護冀州。憑籍冀州軍豐厚財力，由鎧甲到武器，均選用貴價裝備，對天生神力相當自信。
武器：長刀
必殺：金剛爆炎破
文醜卡斯-R（AMX-117R Gazu-R）
袁紹手下猛將、顏良義弟。以長槍準確地發動突擊的技法極之自信。總是與顏良共同作戰。跟顏良的組合攻擊，自稱能擊碎所有敵人。
武器：長槍
必殺：妖魔當道

### 涼州軍
位處西北的軍團，以馬騰為首，曾加入反董卓聯軍，負責從西路進軍洛陽。
馬騰？？（機體不詳）
反董卓聯軍成員之一。虎牢城攻略戰中，在曹操等東路軍於虎牢城牽制敵軍時，循西路向董卓大本營、三璃紗首都洛陽進行迂迴突擊，於英雄激突編死於與曹操軍的戰鬥中。
馬超蒼藍宿命（RX-79[G] BD-1 Blue Destiny）
三國傳第三篇故事「戰神決鬥編」的主角。西涼異民族對其甚是敬畏，擁有「闇之血」的猛將。董卓討伐戰時，隨同父親馬騰擔任西路軍，向洛陽進軍。為著向機駕復仇，而踏上征途。
似乎身上有原始的闇之力。
稱號：蒼穹之錦獅子、神威的錦馬超
武器：獅青刀、龍凜槍
合體武器：獅龍極煉槍
必殺：獅龍．神威亂舞
超必殺：獅龍．神威天翔斬

#### 將領
馬岱鋼彈（RX-79BD-2 Blue Destiny Unit 2）
馬超之弟，精通騎術，擅長騎兵作戰，比馬超更為冷靜。在機駕軍進攻西涼時失蹤。
武器：金鎚、刀x2
龐德伊夫利特（MS-08TX Efreet）
西涼軍警備隊將領，與馬超一起抵抗機駕軍的入侵。火神般戰鬥力的戰將，馬術一樣甚至於超越馬超。
稱號：蒼天之騎獅
必殺：烈火壓勝
韓遂沙漠型薩克(MS-06D Zaku Desert Type）
西涼軍將領，機駕軍的內應。

### 荊州軍
位處三璃紗南方、毗鄰江東，以劉表為首的州郡，擁有精於水戰的荊州水軍，由於該地遠離發生董卓之亂的北方，因此一直維持承平局面，吸引不少名士前來避難。曹操打敗袁紹後，陸戰隊隊長黃祖、水軍提督蔡瑁殺害劉表，投靠曹軍。而長沙軍將領呂蒙，原本亦隸屬荊州軍，後來被通輯，得到長沙軍將領鄧當收容後，才以傭兵身份轉投旗下。
劉表高達（RX-78-1
）
荊州軍首領，被叛變的水軍提督蔡瑁、陸戰隊隊長黃祖所殺害。
蔡瑁亞克凱（MSM-04N Agguguy）
荊州軍首席武將，野心家。官拜水軍提督。個性殘忍暴虐，視犧牲部下為理所當然。因叛變而殺害劉表並投靠曹操。其後因黃祖失敗被曹操斬去左手。與呂蒙、甘寧的強襲水軍決戰，使用闇之力，令對方一度陷入苦戰。因強襲水軍突然受到黃忠的一箭相助射中蔡瑁，令闇之力反噬蔡瑁。呂蒙、甘寧扭轉形勢，乘勢擊殺蔡瑁。
武器：雙臂的觸手，左邊斷臂換上義肢後成為鋼爪
必殺：咒語.闇之力無差別攻擊。
黃祖佐寇克（MSM-08 Zogok）
荊州軍陸戰隊隊長，曾經是甘寧的上司。因叛變而殺害劉表，並率領三十萬水軍及二十萬荊州陸軍投靠曹操。
其後在與強襲水軍作戰時被孫權和劉備的合體技"龍虎爆獸擊"所殺。
武器：魔槍
必殺：烈破紅
黃忠鋼彈(RX-178 MK II AEUG TYPE)
荊州水軍中郎將，百步穿楊的老將軍，攻擊時右眼會戴上專用瞄準鏡。
稱號：暁之狙撃手
武器：斬空刀、銳真弓、龍身鎧
合體武器：龍麟剛烈弓
必殺：昂龍剛鳴閃
魏延鋼彈MK II（RX-178 Gundam MK II TITANS Type）
荊州水軍中郎將。擁有與黃忠相似的鎧甲。協助黃忠瞄準目標。以高速戰鬥及一流技巧馳名。
韓玄格夏(MS-13 Gasshia）
荊州軍武將。韓浩之兄。
史實中與韓浩並無兄弟關係，是屬於荊襄四郡之一的長沙太守，最後歸順劉備。演義中則與韓浩屬於兄弟關係，因為黃忠與關羽交戰，出於膽怯而出逃，最後被魏延所殺。
韓浩吉剛（MS-12 Gigan）
荊州軍武將。韓玄之弟。
史實中與韓玄並無兄弟關係，而且早在董卓專擅時期已加入曹營，曾在軍事譁變中救出被挾持的夏侯惇，其處事冷靜的作風，深得曹操欣賞。演義中則成為韓玄之弟，在兄長被殺後，才加入曹軍。
武器：短刀

### 烏丸
幽州邊境的異民族，經常侵擾邊境，雖然與公孫瓚為首的幽州軍訂立和約，後來在冀州軍暗中支持下，決定毀約入侵，最後被趙雲重創。原本與一般士兵一樣，根據阿古捷斯MS設計而成，後來由於單行本作者矢野健太郎，認為「額上加上羽毛，感覺好像特別強大」、「贊斯卡MS看起來特別兇悍」，令的蹋頓（トウ頓），變成現在的設計。
蹋頓梅美德薩（ZMT-S16G Memedorza）
烏丸單于。率領烏丸族多次侵入三璃紗北方邊境。
烏丸軍隊長(Zaku II)
鳥丸軍隊長，地位高於一般士兵。

### 其他角色
水鏡（司馬徽）鋼坦克（RX-75GUNTANK）
荊州的老儒者，與張飛是舊相識。袁紹率兵進攻幽州時，為解救此危機，公孫瓚希望劉備透過司馬徽，請出隱居荊州的奇才孔明。
稱號：水鏡
呂布托爾基斯（OZ-00MS2B Tallgeese III）
威震天下能夠以一敵千的猛將。不受任何人控制，一心只想追求更強大的力量，三璃紗中最強的男人。
「虎牢城」攻略戰對劉備留下「能夠打倒你的人就只有我!」這句話後便消失在光波中，生死不明。
對弱者奉行殺無赦，絕不留情，被劉備三兄弟打敗。
稱號：戰慄的暴將
武器：破龍炮、刀刃之盾
合體武器：破塵戟
必殺：旋風爆烈斬、旋風爆烈衝
超必殺：旋風大烈斬
坐騎：赤兔馬（失去消息前）
神器：天玉鎧.真武
黃月英鋼依勒（LM111E02 Gun-EZ）
孔明妻子，在漫畫中介紹篇章中出場的角色。
赤壁之戰中，曹操軍以神火飛鳳要脅逼迫孫權軍投降，正當江東眾人疑惑"神火飛鳳"為何物之時，黃月英為眾人解說，並帶來了二枚液態火藥彈。
黃月英並非官方角色，而是由漫畫家津島直人(即是後來續作BB戰士三國傳 戰神決鬥編的作者)，於漫畫雜誌「KEROACE」連載的「三國志事典」介紹中最先創作出來，主要是作為三國志史實解說者身份出現。後來被本編作者矢野健太郎沿用，並正式在故事中出場。同時矢野更在個人網誌中透露，自己筆下的黃月英，是參考自己收藏的經典動畫「功夫貓黨」女角露露模型，從而修改眼睛形狀。後來在其原創者津島直人接手繪畫戰神決鬥編後，更成為正式角色。
黃承彥G加農（F71G-Cannon）
黃月英之父，火藥專家，在曹操軍脅迫下便用所發明的強力液態火藥，而"神火飛鳳"即為裝滿此火藥的廣範圍兵器。
劉禪鋼彈
在黃月英專題介紹趙雲時，在「百萬軍中藏阿斗」的插圖中出現過。由於插圖純粹是以三國傳角色，呈現「三國演義」的片段，所以出場人物，與本編內容並無關係。實際上「BB戰士三國傳」中，劉備並無兒子。
徐庶傑剛（RGM-89 Jegan）
擅使飛劍，曾經是水鏡的學生，與孔明、龐統是同窗兼好友，董卓之亂時，為協助難民逃過董卓軍追殺，與董卓軍的士兵同歸於盡，被認為已死去。
武器：飛劍

## 用語／武裝／座騎／地名
闇
「三侯本紀」中所記載、率領魑魅魍魎，令世界陷入痛苦深淵的元兇。根據「三國傳」動畫MV所示，董卓、郭嘉是其中兩員。另外一人是蚩尤。
白馬陣
公孫瓚自師傅盧植所授兵法書中習得的兵陣，只要改變佈陣，便可以「鋒矢之陣」將敵軍切開、並予以打擊。趙雲以此陣法大敗烏丸族，亦啟發劉備，明白到兵法之奧妙，足以以一敵百。
兵法書
盧植右肩的書簡，記載各種行軍佈陣之法。是十五年前，由孔明所著，後來贈予盧植。公孫瓚單以其中所載「白馬陣」，已能大敗烏丸，然而白馬陣亦不過是書簡內未完成的部份之一，可見孔明實力之深不可測。
除了孔明所著的兵法書外，儒生或者軍師之類角色，例如司馬徽、黃承彥，原型機背上的大炮，均變成書卷。此外，司馬懿背上亦有一卷專用兵法書。
龍輝寶（意匠：白色戰艦）
龍帝劍真正型態，可分解成劉備的翔烈帝鎧甲、或者由五名指定武裝所用的肩甲。
除了名稱與SD戰國傳 傳說之大將軍篇中頑馱無白龍大帝的裝備同名外，龍輝寶分解為肩甲，分配予同伴的功能，亦不約而同地被沿用。
天鎧裝
一種古代的神器,由天玉鎧衍生出來的裝備,威力僅次於天玉鎧,但至今下落不明,曾在bandai活動推出過
的盧
翔烈帝劉備乘坐的飛馬，為龍輝寶的一部份。
赤兔馬(馬型態﹕風雲再起 戰輪型態﹕OZ-12SMS Taurus)
原本是呂布坐騎，郿城之戰期間被李儒的弩炮擊中受重傷，後來由曹操軍救回，並交予呂布隊舊部屬張遼使用。其後張遼出於情義，再轉贈予關羽，好讓他能夠與劉備會合。
飛影閃
趙雲高達的座騎，快如閃電，連機駕軍亦風聞其名。本體與一般兵座騎外形一樣。
星凰劍
司馬懿在洛陽中發現的寶劍，後來呈上曹操，曹操更以此劍，斬斷劉備持有的龍帝劍。
星凰劍是青釭劍的日文諧音。
強襲戰艦（意匠：甘寧專用：武沙爾／呂蒙專用：加魯達級（Garuda class）／突擊型態：阿加瑪／一般型態：Pegasus class 0080版／樓船型態：Pegasus class 阿魯比昂0083版／前線基地型態：Solar System）
江東強襲水軍戰船，可因應戰況進行各樣變化，同時亦有為水軍統帥專用的型態。
神火飛鳳
攻擊範圍相當廣闊的兵器，使用強力液態火藥驅動。曹操企圖使用神火飛鳳迫使江東軍投降。
名字「神火飛鳳」，出處並非三國時代，而是明代發明的兵器「神火飛鴉」。
強力液態火藥
被稱為惡魔的發明，由發明天才黃承彥發明，只須使用一滴也能產生強大的威力。
石像
遍佈博望坡的遺跡，張飛正是憑著石像為目的地，利用埋在地底的云
江東
位處三璃紗南方，扼有長江要道，既是水路交通要道，亦是江東軍賴以自守的天險。
早年曾是海盜活躍的地方，後來以孫堅為首的長沙軍，不斷出兵討伐，軍團先後平定海盜胡玉、以及收降呂蒙、甘寧，日後的強襲水軍，亦是以此班底為基礎而建立起來。
易京樓／易京樓之戰
幽州軍本陣，公孫瓚居城，受到冀州軍入侵後，公孫瓚為保護民眾，向袁紹締結以投降換取軍民性命的條件，但最後袁紹聽從田豐計議，決定出爾反爾，攻入易京樓，再屠殺士兵百姓，公孫瓚亦憤恨而亡。袁紹亦在此戰後，讚賞田豐用兵如神，是為「易京樓之戰」。
而在會戰之前，公孫瓚亦心知單靠易京樓兵力，根本無法戰勝冀州軍。因此他派出劉備南下荊州，請孔明出山，希望借助其謀略，反敗為勝，又以關羽為使者，請求曹操增援。可惜劉備仍未帶同孔明北返，關羽幾番轉折後，才取信於曹操，然而當他與曹軍抵達時，易京樓已告失陷，雖然冀州軍暴行激發曹操發動天玉鎧，並將袁紹、田豐殺死，惟敗局已定，所以該地亦為曹軍所兼併。
易京樓陷落，劉備、張飛縱使成功請出孔明、以及獲得公孫瓚部將趙雲加入，但隨即便要面對失去據點的流亡生活。
史實中亦曾發生「易京樓會戰」，公孫瓚戰敗，於此城中自焚身死。
烏巢／烏巢之戰
冀州地名，「烏巢之戰」場所，也是冀州軍軍火庳所在，表面上是由沮授統轄顏良、文醜駐守。然而顏、文兩人並不心服，經常擅自行動，加上沮授剛愎自用，結果在關羽及夏侯兄弟發動奇襲下，將軍火庫破壞。失去火藥武備之外，首席謀士之一沮授、以及猛將顏良、文醜等主力將領戰死，令冀州軍戰力大幅削弱，下開官渡之戰敗績。
史實中烏巢之戰同樣是對袁紹發動的奇襲戰、同樣令袁軍元氣大傷的戰爭，不同者在於史實是曹操聽從許攸情報，突襲袁軍位處烏巢的糧倉，並予以焚毀，三國傳中則突襲軍火庫。而史實的駐守將領是淳于琼，三國傳則改為沮授、顏良、文醜。
官渡／官渡之戰
「官渡之戰」場所，曹操與袁紹爭奪霸主之位的關鍵戰爭。此戰後曹操統一北方，亦再次重奪玉璽。
赤壁／赤壁之戰
位處長江流域，「赤壁之戰」場所。曹操吞併冀州及幽州、重奪玉璽後，三璃紗北方盡歸其手中。為了盡早完成統一霸業，便開始密謀南下，消滅最具威脅、由孫堅之子、「小霸王」孫策為首的長沙軍。他先是派郭嘉、張遼進攻合肥。最後郭嘉與孫策同歸於盡，其弟孫權倉促繼位。
此後不久，隸屬荊州軍的水軍將領蔡瑁及黃祖，殺害主君劉表，並帶領荊州水軍向曹軍投降。另一方面軍師郭嘉，向他推薦人稱「稀代之鬥軍師」的龐統，並從他口中得知，荊州名士黃承彥發明的「液態火藥」，威力強大，足以左右戰局，因此曹操便派人捉走黃承彥，逼令他開始製作火藥。最後更製成巨大兵器「神火飛鳳」。加上原先以為戰死的郭嘉，再次出現在眾人面前，凡此種種，均大大增強曹操的野心，因此便決定在赤壁，以水軍進行決戰。
面對曹軍壓倒性的威勢，劉備與孫權，在七年前郿城會戰後，終於再次合作。得到孔明妻子、黃承彥之女黃月英，將父親發明的少量火藥偷偷運到聯軍手上，令聯軍獲得足以與曹軍抗衡的力量。

## 衍生商品
三國傳袋裝模型
一般稱為「三國小兵」，是2008年初，為配合三國傳在中港台推廣，因此為故事中四方陣營：翔、轟、機駕及董卓軍的士兵，推出袋裝模型，以贈品形式推出，方便製作戰場情景。由於反應熱烈，日本本土亦於2009年4月正式發售。
非高達角色的商品化
作為BB戰士20週年作品，三國傳推出市面，即大受歡迎。當中允以呂布多魯基斯，以相對一般產品昂貴的2100日圓價格、加上非高達角色推出，出乎意料地獲得空前成功。同月中日本版官網中，更在陳宮的對話頁中，寫上「街上早已售罄」（巷では売り切れが続出）的字句，令萬代公司相當意外。因而在往後商品中，亦加插更多非高達角色，例如「英雄激突編」首款模型夏侯惇基羅斯、以及甘寧、呂蒙及轟強襲水軍套裝……等。

## 主題曲
- 三縭紗傳說 THE BRAVE LEGEND
- 日文版主唱：Ko-Saku
- 粵語版／國語版主唱：鄭伊健

## 外部連結
- （日語） 日文三國傳官方網頁
- （中文） 亞洲三國傳官方網頁